# 瑪格麗特島 (匈牙利)

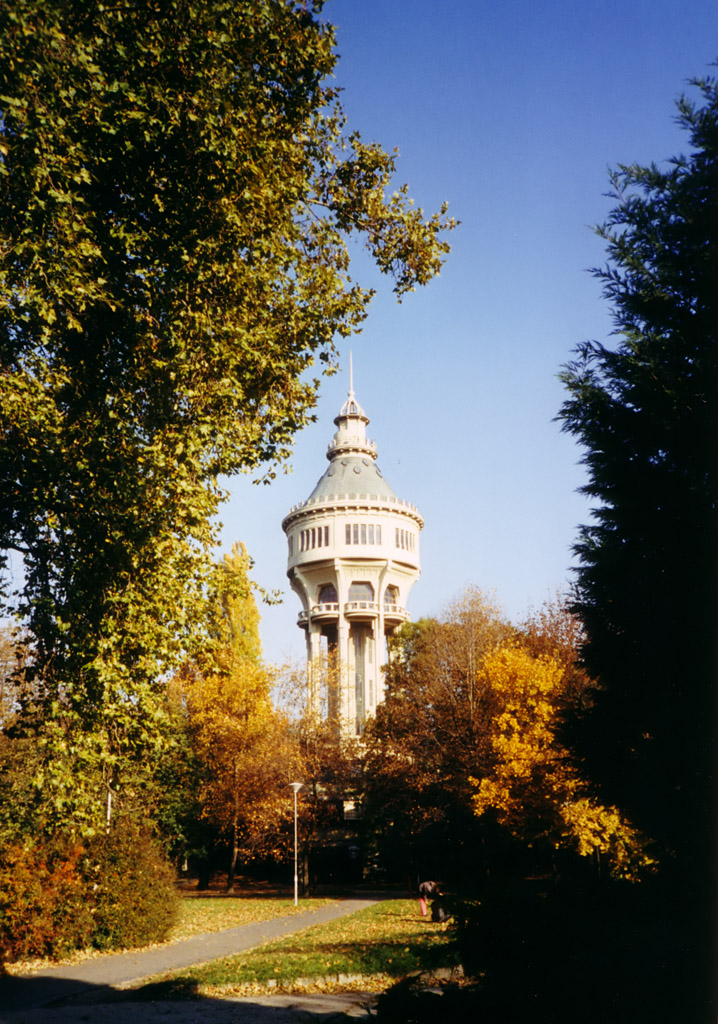
瑪格麗特島上的水塔

瑪格麗特島（匈牙利語：Margit-sziget）是位於匈牙利首都布達佩斯多瑙河中的一個島嶼，長2.5公里，寬500米，面積0.965平方公里。這座島嶼在16世紀之前由女子修道會支配。18世紀之後由匈牙利王國直接管理。1908年之後作為公園對外開放。島上現在除了公園之外還有眾多體育設施和兩座酒店。

## 外部連結
- A number of pictures of the Water Tower （页面存档备份，存于）
- Satellite picture by Google Maps （页面存档备份，存于）

47°32′N 19°03′E / 47.533°N 19.050°E